# Жолнович, Оксана Ивановна
Оксана Ивановна Жолнович (укр. Оксана Іванівна Жолнович; род. 21 февраля 1979, Львов) — украинский государственный деятель, адвокат. Министр социальной политики Украины (19 июля 2022 — 17 июля 2025). Кандидат юридических наук (2008 год), доцент.

## Биография

### Образование
1996—2001 — обучалась по специальности «правоведение» в Львовском национальном университете им. Франко и получила квалификацию «юрист». Затем продолжила научную деятельность в этом же университете как аспирантка кафедры трудового, аграрного и экологического права. В 2008 году защитила кандидатскую диссертацию на тему «Система трудового права Украины».

### Преподавательская деятельность
В 2001—2002 годах преподавала в Стрыйском аграрном колледже.
С 2005 года работала в Львовском национальном университете им. Франко, сначала как ассистентка кафедры трудового, аграрного и экологического права (2005—2009), а с 2010 по 2019 год — как доцентка этой кафедры, которая в 2016 году была реорганизована в кафедру социального права.

### Научная и образовательная деятельность
Исследовала вопросы социальной защиты и трудовых гарантий для уязвимых категорий населения, а также адаптацию трудового законодательства к рыночным условиям.
Является автором более 50 научных работ, среди которых статьи в профильных изданиях, а также соавторство в учебниках и пособиях, одобренных Министерством образования и науки Украины. Активно участвовала в международных конференциях, круглых столах, публиковала блоги на профессиональных платформах и выступала на телевидении.
Разработала ряд учебных курсов, среди которых:
- «Трудовое право Украины»,
- «Экологическое право Украины»,
- «Право экологической безопасности»,
- магистерские спецкурсы: «Экономико-правовой механизм в сфере природопользования», «Участие адвоката в защите социально-экономических прав», «Защита экологических прав граждан», «Альтернативное разрешение споров в сфере природопользования».

### Международная деятельность
Впервые внедрила механизмы антикризисного реагирования государства совместно с организациями ООН — когда благодаря совместным проектам осуществлялись выплаты помощи за счёт международных ресурсов, но при взаимодействии и поддержке правительства.
В рамках международного проекта Training on alternative dispute resolution as an approach for ensuring of human rights совместно с учёными из Германии, Польши, Беларуси и Украины разработала учебник для магистерских программ по европейским стандартам на тему «Альтернативное разрешение споров в сфере природопользования».

### Адвокатская деятельность
В 2009 году получила свидетельство на право заниматься адвокатской деятельностью.
С 2009 по 2019 год входила в Совет адвокатов Львовской области. Занималась защитой трудовых и семейных прав, сопровождала восстановление прав на жильё людей, пострадавших от недобросовестных застройщиков.

### Руководящие должности
2015 — исполнительный директор в Жилищно-строительном кооперативе «Успіх».
2017—2019 — директор компании ООО «Євроконтракт Львів».
2018—2019 — создала и возглавила правление ОСМД «Левандівський Дворик».
С 2020 года — руководитель Департамента социальной политики и здравоохранения Офиса Президента Украины.

### Политическая карьера
2014 — баллотировалась в Верховную Раду Украины от партии «Сила Людей», № 5 в едином партийном списке.
2014—2016 — председатель Центральной контрольно-ревизионной комиссии политической партии «Сила Людей».
2015 — баллотировалась на пост городского головы Львова от партии «Сила Людей», а также в Львовский областной и городской советы по округам № 2 и № 12 соответственно.
2019—2021 — советница министра социальной политики Украины в сфере защиты лиц с инвалидностью.

## Министерство социальной политики
С 19 июля 2022 года Верховная рада назначила Оксану Жолнович министром социальной политики Украины.

### Законотворческая деятельность
Жолнович инициировала объединение Фонда социального страхования с Пенсионным фондом Украины. Это позволило ликвидировать задолженность по больничным, упростить процесс их оформления и ввести электронные кабинеты для работников и работодателей.
В 2023 году введён удобный механизм доплаты ЕСВ. Украинцы получили возможность самостоятельно или за других лиц платить добровольные страховые взносы в Пенсионный фонд, чтобы увеличить стаж и размер будущей пенсии. Все операции доступны онлайн.
С 2024 года внутренне перемещённые лица могут проходить обязательную идентификацию не только лично, но и дистанционно через видеосвязь. Это упростило доступ к выплатам, особенно для людей с инвалидностью или тех, кто находится за рубежом.
Введена возможность получать пенсию за пределами Украины, в зависимости от международных соглашений. Выплаты осуществляются с учётом стажа, приобретенного в других странах.
Упрощено администрирование больничных, субсидий и других социальных пособий, устранено ручное управление, что позволяло наживаться на потребностях людей. Благодаря автоматизации и цифровизации процессов система стала более прозрачной, а количество чиновников сократилось на 7000 человек.
Министерство социальной политики готовит ко второму чтению проект закона о реформе системы социального страхования (регистрационный номер законопроекта 12209). Вместо МСЭК должна была заработать цифровизированная система оценки повседневного функционирования человека, которая будет осуществляться экспертными командами на базе кластерных и надкластерных больниц. Главная задача — фиксировать ограничения, обеспечивать лечение, реабилитацию, адаптацию или переквалификацию, чтобы каждый человек мог вернуться к работе или получить необходимую помощь. Реформа также предусматривает введение больничных, которые могут длиться до 14 месяцев для прохождения необходимой реабилитации.

## Публикации
- Мы не «министерство выплат», мы — министерство, которое формирует устойчивость каждого человека
- Какими будут социальные страховые выплаты после реформы еПотенциал — интервью с министром Оксаной Жолнович
- Масштабная реформа МСЭК: сколько чиновников и прокуроров с инвалидностью, будут ли забирать пенсии и как изменят подходы. Интервью с министром соцполитики Жолнович
- «Роль МСЭК будет выполнять машина». Коррупция в медкомиссиях, задачи демографической стратегии и накопительные пенсии с 2026 года. Интервью министра соцполитики Оксаны Жолнович
- Борьба с коррупцией в МСЭК | Возвращение переселенцев на оккупированные территории | Интервью с Жолнович

## Видео
- Оксана Жолнович: Мы полностью обеспечим людей с инвалидностью техническими средствами реабилитации: https://www.youtube.com/watch?v=_SYyx4kjc7Y